# Tassilo von Heydebrand und der Lasa

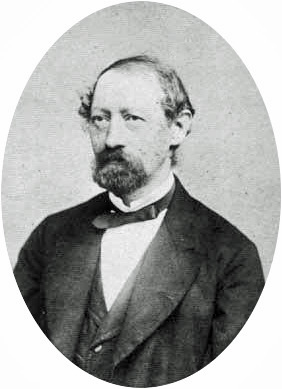
Tassilo von Heydebrand und der Lasa.

Tassilo von Heydebrand und der Lasa, född den 17 oktober 1818 i Berlin, död den 27 juli 1899 i Storchnest vid Lissa, var en tysk diplomat och schackförfattare.
von Heydebrand und der Lasa var 1847–1850 legationssekreterare i Stockholm och 1864–1878 sändebud i Köpenhamn. Han fullbordade den av honom och Bilguer påbörjade handboken i schack (Handbuch des Schachspiels, 1843, flera upplagor) samt utgav flera arbeten i schackspelets teori (Leitfaden für Schachspieler, 1848, Zur Geschichte und Literatur des Schachspiels, 1897).